# Rafael Paasio
Rafael Paasio (Uskela-Salo, 6 de junio de 1903-Turku, 17 de marzo de 1980) fue un editor y político finlandés. 
Fue primer ministro por el Partido Socialdemócrata de Finlandia dos veces, entre 1966 y 1968 (en un gobierno de coalición) y de febrero a septiembre de 1972 en un gobierno en minoría. De 1942 a 1966 fue editor del periódico Turun Päivälehti de tendencia social-demócrata. Desde 1945 fue miembro del consejo municipal de la ciudad de Turku y diputado del Eduskunta desde 1948 hasta 1975, además de formar parte del comité de asuntos exteriores desde 1949 hasta 1966. Como primer ministro, Paasio contribuyó a la estabilidad económica del país y permitió rebajar las tensiones políticas entre Finlandia y la Unión Soviética.
| Predecesor: Johannes Virolainen Teuvo Aura | Primer ministro de Finlandia 1966 - 1968 1972 | Sucesor: Mauno Koivisto Kalevi Sorsa |

- Datos: Q449414
- Multimedia: Rafael Paasio / Q449414